# 學校假期地區 (荷蘭)

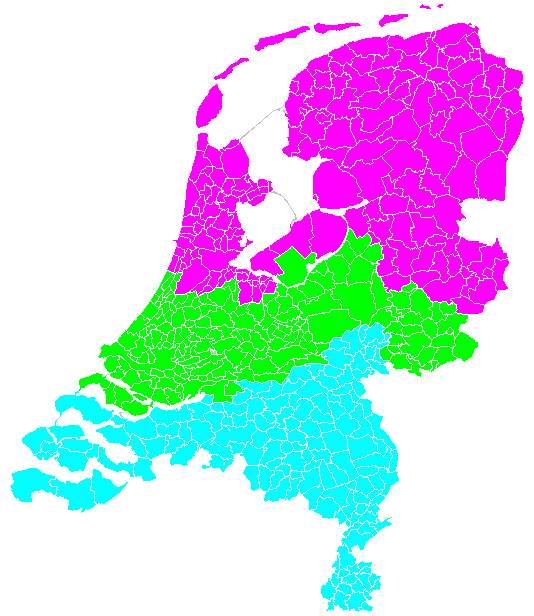
北部地區
中部地區
南部地區

在荷蘭的中小學教育中，學校假期的日期按地區錯開，以控制各景區或道路的流量。現今全國分為3個學校假期地區：（荷蘭語：Schoolvakanties regio），北部（Noord）、中部（Midden）和南部（Zuid）。

## 分區範圍[2][3]
- 北部地區

全境：格羅寧根省、菲士蘭省、德倫特省、上艾瑟爾省、北荷蘭省。
部份市鎮：弗萊福蘭省、海爾德蘭省、烏得勒支省。
- 中部地區

全境：南荷蘭省。
部份市鎮：弗萊福蘭省、海爾德蘭省、烏得勒支省、北布拉班特省。
- 南部地區

全境：澤蘭省、林堡省。
部份市鎮：海爾德蘭省、北布拉班特省。